# Загуже (Переворський повіт)
Загуже (пол. Zagórze) — село в Польщі, у гміні Яворник-Польський Переворського повіту Підкарпатського воєводства.
Населення — 461 особа (2011).
У 1975-1998 роках село належало до Перемишльського воєводства.

## Демографія
Демографічна структура станом на 31 березня 2011 року:
|          | Загалом | Допрацездатний вік | Працездатний вік | Постпрацездатний вік |
| -------- | ------- | ------------------ | ---------------- | -------------------- |
| Чоловіки | 228     | 61                 | 143              | 24                   |
| Жінки    | 233     | 34                 | 130              | 69                   |
| Разом    | 461     | 95                 | 273              | 93                   |